# Melitaea malvida
Melitaea malvida är en fjärilsart som beskrevs av Hans Fruhstorfer. Melitaea malvida ingår i släktet Melitaea och familjen praktfjärilar. Inga underarter finns listade i Catalogue of Life.